# Trolza

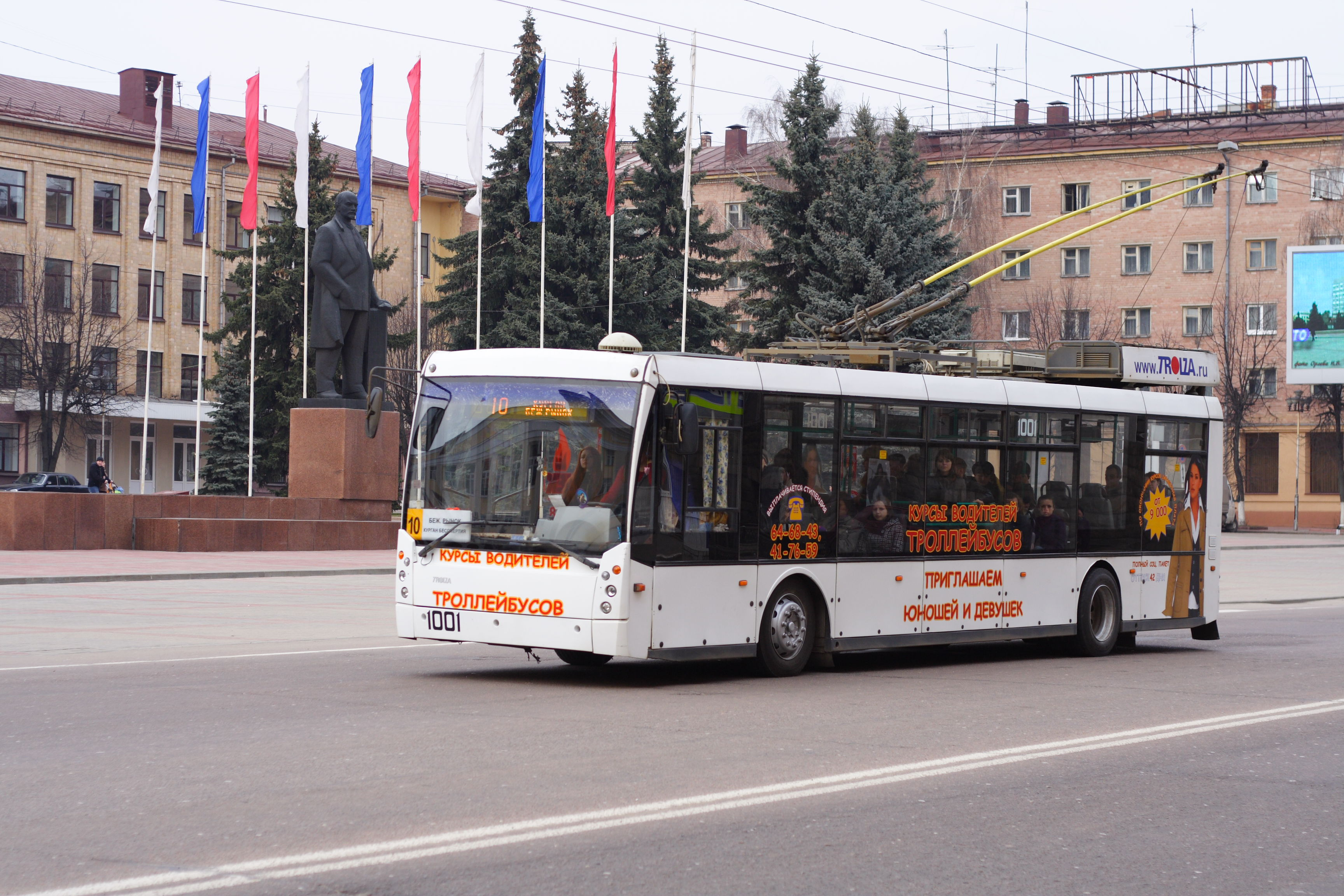
Nejnovější model trolejbusu Trolza-5265 Megapolis

TROLZA (zkratka z ruského názvu „Trollejbusnyj zavod“ rusky Троллейбусный завод, v přesném překladu Trolejbusový závod), předtím Zavod imeni Urickogo (rusky ЗиУ), je ruská strojírenská firma, významný výrobce trolejbusů. Sídlí ve městě Engels v Saratovské oblasti.

## Historie podniku
Podnik byl založen v roce 1868 ve vsi Radica Brjanského újezdu Orlovské gubernie s názvem Radická lokomotivka (rusky Радицкый паровозостроительный завод). Podnik vyráběl vagóny a parní lokomotivy. Od roku 1919 bylo území, na kterém se nacházel celý podnik i domy zaměstnanců přejmenováno podle politika Mojseje Urického na Urickij a podnik fungoval pod názvem Urická vagonka (rusky Урицкий вагоностроительный завод). Po vypuknutí Velké vlastenecké války podnik evakuovali do města Engels. Během války se podnik zabýval zbrojní produkcí.
Po skončení druhé světové války nastal prudký rozvoj trolejbusové dopravy v MHD celého Sovětského svazu. V té době byl jediným sovětským výrobcem trolejbusů vojenský Závod č. 82 v tehdejším moskevském předměstí Tušino. V roce 1950 ale ukončil Závod č.82 civilní produkci a vrátil se k výrobě vojenských letadel. Rozhodnutím sovětského vedení měla nadále velká množství trolejbusů produkovat Urická vagónka, nyní už Zavod imeni Urickogo (rusky Завод имени Урицкого), zkráceně ZiU. V roce 1951 zde začala produkce trolejbusu MTB-82, přenesená z Tušina, ze Závodu č.82. Od začátku šedesátých let dvacátého století, prakticky až do rozpadu SSSR byl ZiU největším producentem trolejbusů na světě. Za dobu své existence zatím vyprodukoval přes 60 000 vozidel. Trolejbusy byly exportovány do Maďarska, Jugoslávie, Bulharska, Mongolska a také do Argentiny, Kolumbie a Řecka. V roce 1996 byl dosavadní státní podnik transformován na akciovou společnost a působí od té doby pod současným názvem Trolza. Počty vyráběných vozidel se od té doby snížily, ale firma zůstává největším ruským výrobcem trolejbusů. Exportuje své výrobky do řady následnických států bývalého SSSR.

## Galerie vozidel

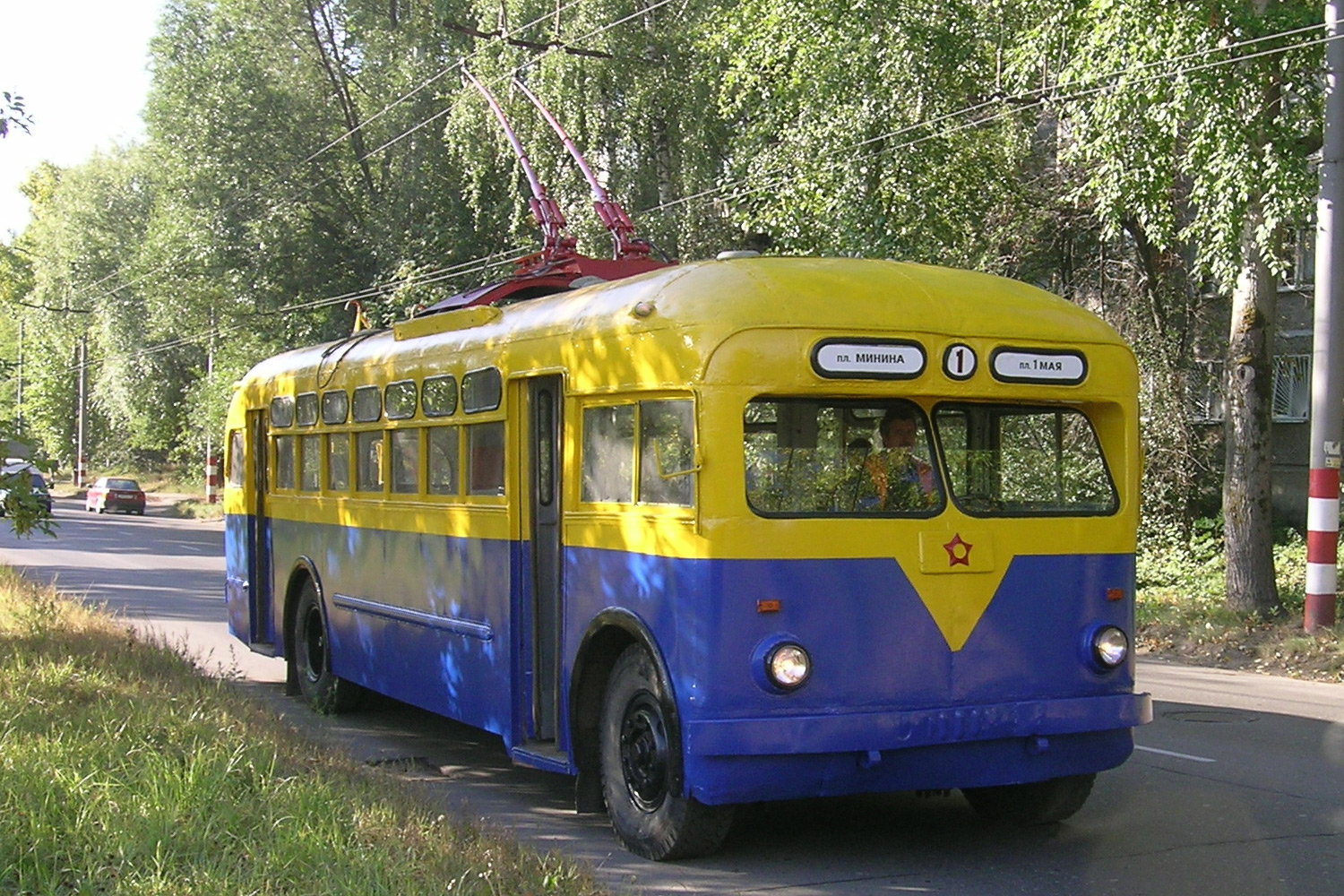
„MTB-82“ (1951–1960)
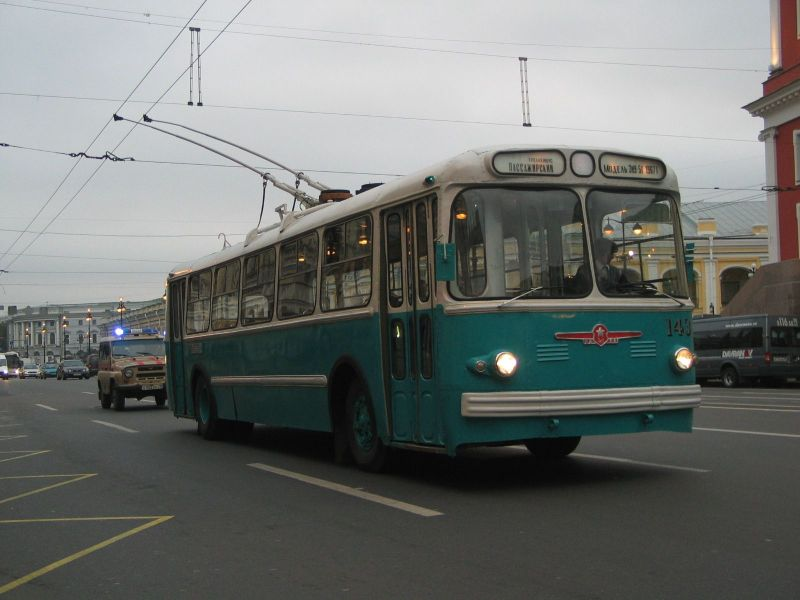
„ZiU-5" (1959–1972)
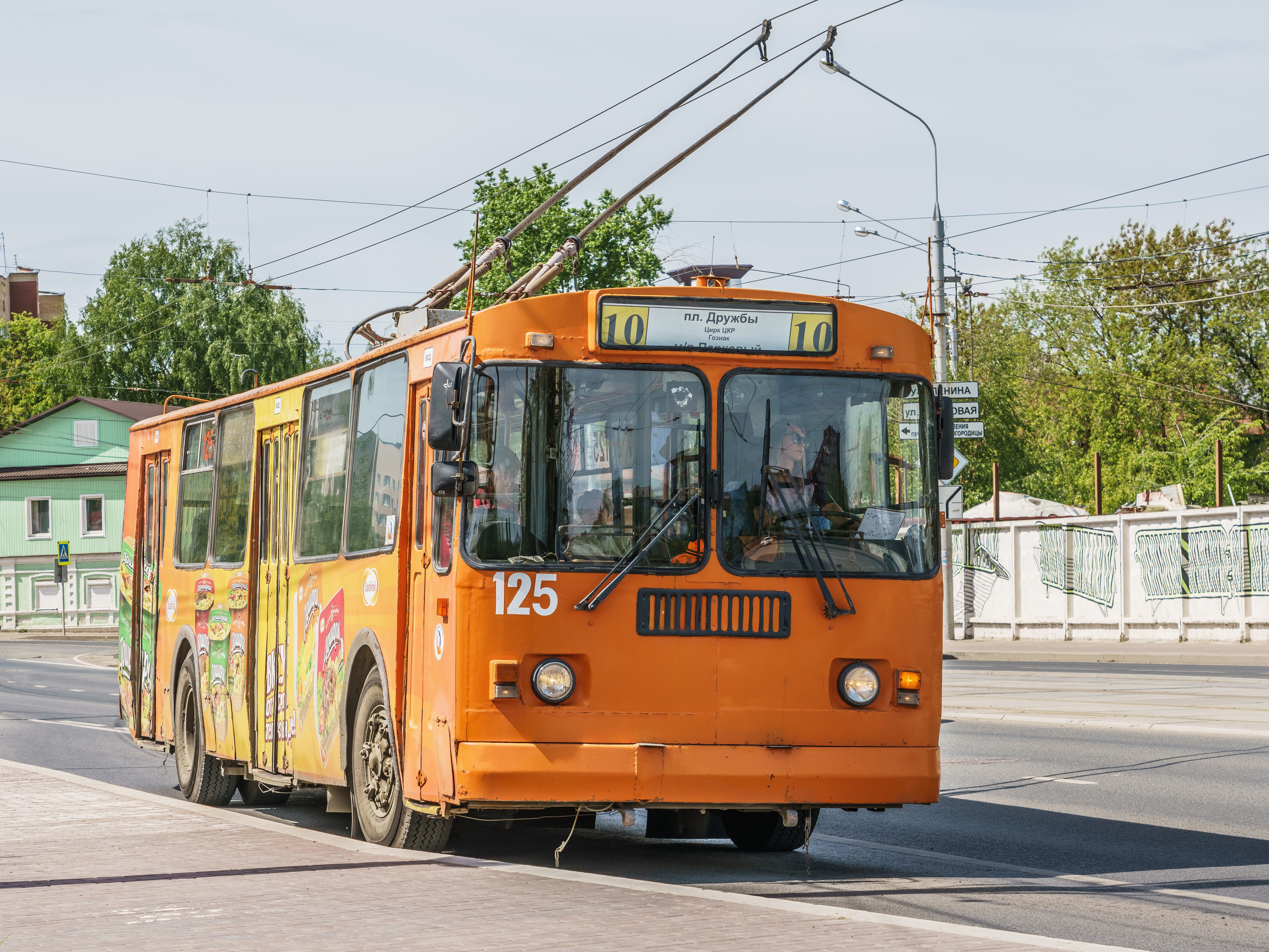
„ZiU-9“ („ZiU–682“) (1971–2013)
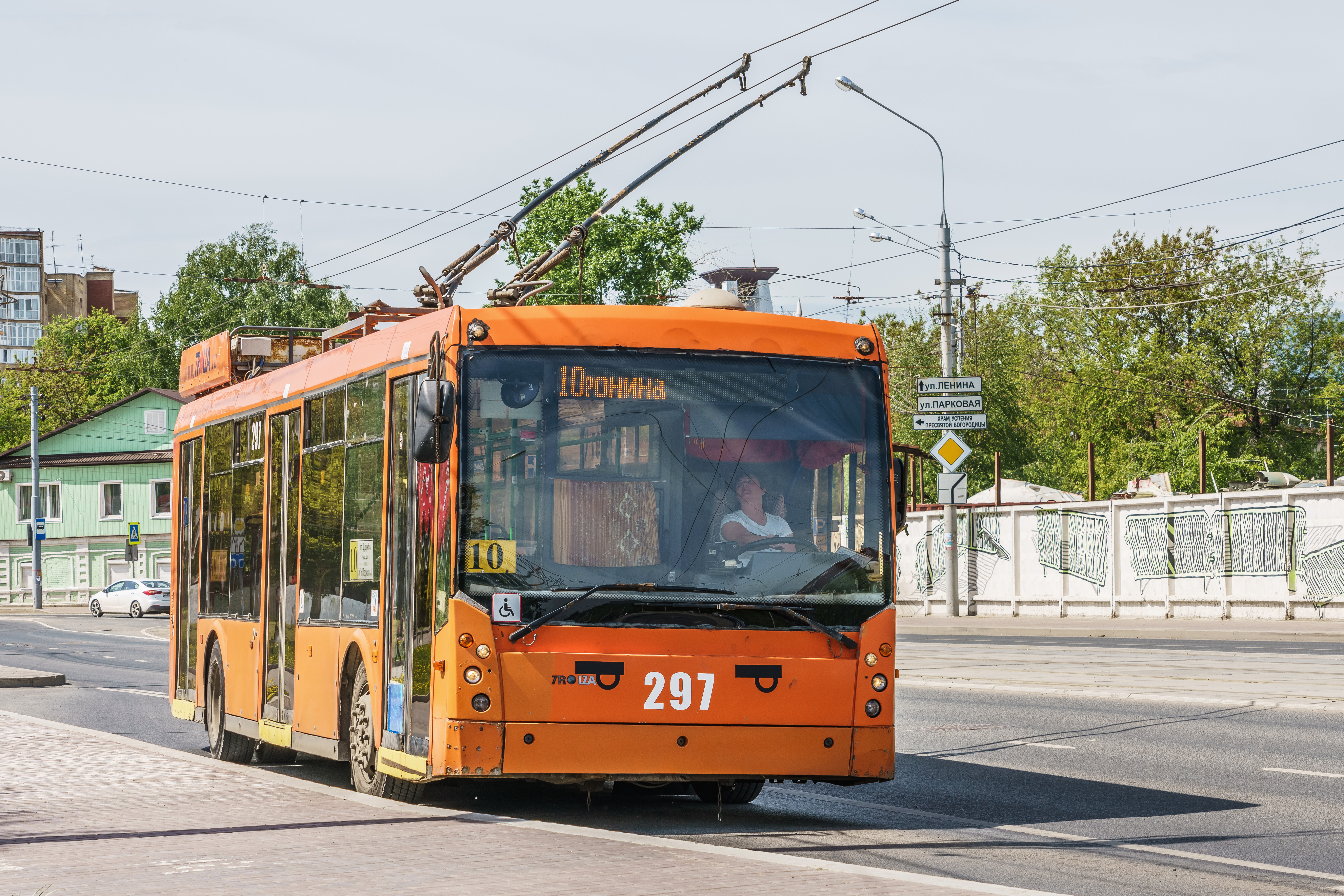
„Trolza-5265 Megapolis“ (2006–2019)